# Tatiana Kosheleva
Tatiana Sergeyevina Kosheleva (Minsk, 23 de dezembro é uma ex-jogadora de voleibol russa que atuava como ponteira. Possui 1,92 metros de altura e consegue atacar a 3,15 metros e bloquear a 3,05 metros. Atualmente, joga no Megabox Vallefoglia.
Com a seleção russa, disputou seu primeiro Grand Prix em 2009 foi considerada a melhor atacante com 56,06 de aproveitamento, e também a quarta maior pontuadora com 91 pontos. Em 2010 conquistou o Campeonato Mundial no Japão e em 2013 foi Campeã Europeia em 2013, sendo eleita a melhor jogadora deste torneio. Defendeu ainda a seleção na Olimpíada de Londres 2012.
Em abril de 2024, anunciou sua aposentadoria do esporte, com seus últimos anos teve muitas lesões impossibilitando também devido a guerra da Ucrânia a disputar competições pela Rússia.

## Clubes
| Clube                | País    | Temporadas |
| Dinamo Moscou        | Rússia  | 2006-2007  |
| Zarechie Odintsovo   | Rússia  | 2007-2010  |
| Dinamo Kazan         | Rússia  | 2010-2011  |
| Dinamo Krasnodar     | Rússia  | 2011-2012  |
| Dinamo Kazan         | Rússia  | 2012-2013  |
| Dinamo Moscou        | Rússia  | 2013-2014  |
| Dinamo Krasnodar     | Rússia  | 2014-2016  |
| Eczacibaşi           | Turquia | 2016-2017  |
| Galatasaray          | Turquia | 2017-2018  |
| Rio de Janeiro       | Brasil  | 2018-2019  |
| Scandicci            | Itália  | 2019-2019  |
| Guangdong Evergrande | China   | 2019-2020  |
| Galatasaray          | Turquia | 2020-atual |

## Títulos por clubes
- Campeonato Russo: 2006-07 (Dinamo Moscou)
- Campeonato Russo: 2007-08 (Zaretche Odintsovo)
- Copa da Rússia: 2007-08 (Zarechie Odintsovo)
- Campeonato Russo: 2009-10 (Zaretche Odintsovo)
- Copa da Rússia: 2013-14 (Dinamo Moscow)
- Copa da Rússia: 2014-15 (Dinamo Krasnodar)
- Copa CEV 2014-15 (Dinamo Krasnodar)
- Campeonato Carioca: 2018 (Rio de Janeiro VC)

## Títulos pela seleção
- Campeonato Mundial: 2010
- Campeonato Europeu: 2013

## Premiações individuais
- Copa CEV de 2020/21: "1ª Melhor Ponteira"
- Copa CEV de 2020/21: "Maior Pontuadora"
- Campeonato Mundial de Clubes de 2016: "2ª Melhor Ponteira"
- Torneio Pré-Olímpico de 2016 - Europa: "Maior Pontuadora"
- Campeonato Mundial de Clubes de 2015: "2ª Melhor Ponteira"
- Copa do Mundo de 2015: "2ª Melhor Ponteira"
- Campeonato Europeu de 2015: "Most Valuable Player (MVP)"
- Campeonato Europeu de 2015: "2ª Melhor Ponteira"
- Copa CEV de 2014/15: "Most Valuable Player (MVP)"
- Copa CEV de 2014/15: "Maior Pontuadora"
- Copa CEV de 2014/15: "Melhor Atacante"
- Copa CEV de 2014/15: "Melhor Saque"
- Campeonato Europeu de 2013: "Most Valuable Player (MVP)"
- Campeonato Mundial de 2010: "Melhor Atacante"
- Montreux Volley Masters de 2010: "Melhor Atacante"
- Superliga Russa de 2009/10: "Most Valuable Player (MVP)"
- Grand Prix de 2009: "Melhor Atacante"